# Nils Fischerström
Nils Fischerström, född 8 november 1865 i Högseröds socken, död 10 oktober 1926 i Stockholm, var en svensk militär.
Nils Fischerström var son till ryttmästaren Alexander Otto Hugo Fischerström och brorson till Waloddi Fischerström. Han blev underlöjtnant vid Skånska dragonregementet 1885, var andre lärare i ridning vid ridskolan å Strömsholm 1903–1904, bedrev studier vid ridskolorna i Hannover och Saumur och följde övningarna vid Militär-Reitlehrer-Institut i Wien 1904. Fischerström var 1912 kommenderad till tjänstgöring vid österrikiska kavalleriet 1912, blev major i armén samma år, 1913 major vid Skånska dragonregementet, överstelöjtnant vid fördelningskavalleriet 1915 och var chef för ridskolan å Strömsholm 1915–1921. Samtidigt förordnades han till chef för Strömsholms hingstdepå och innehade denna befattning till sin död. Han var på 1890-talet en av Sveriges främsta kapplöpningsryttare och till sin död en engagerad jaktryttare. Han ägnade stort intresse för dressyrridningen och ägnade sig själv åt dressyrritt. Tillsammans med Frank Martin utgav han Ridskolan å Strömholm, 50 år den 4 juli 1915 (1918). Nils Fischerström är begravd på Kolbäcks kyrkogård.